# Gerhard Kurzbach
Gerhard Kurzbach (* 1915 in Posen; verschollen August 1944 in Rumänien) war ein Hauptfeldwebel der deutschen Wehrmacht im Zweiten Weltkrieg. Für seine Verdienste bei der Rettung jüdischen Lebens während der nationalsozialistischen Gewaltherrschaft wurde er am 28. November 2012 in Yad Vashem als Gerechter unter den Völkern ausgezeichnet.

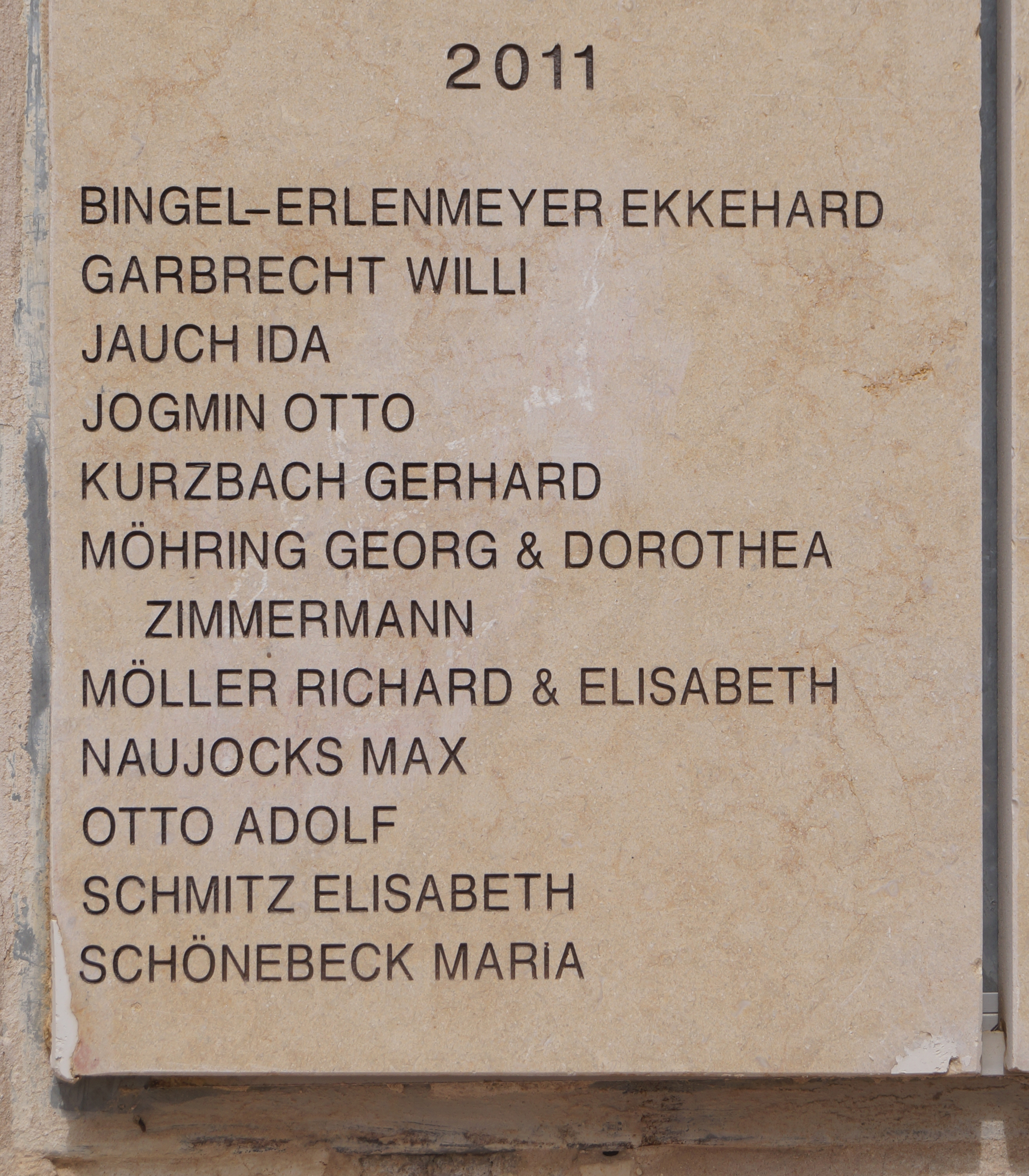
Gedenkstätte Yad Vashem, Israel – Wall of Honor im Garten der Gerechten unter den Völkern. Ausschnitt der Platte des Jahres 2011 mit den Geehrten aus Deutschland, darunter Gerhard Kurzbach

## Leben
Nach der Abtretung Posens an Polen übersiedelte Kurzbach mit seiner Familie 1918 nach Bunzlau. Er erlernte den Beruf eines Mechanikers und arbeitete in der väterlichen Werkstatt. Im August 1939 wurde er zur Wehrmacht eingezogen, wo er bei der Artillerie diente. 1941 übernahm er das Kommando eines Heereskraftfahrparks bei Bochnia. In dieser Ausbesserungswerkstätte für Kraftfahrzeuge waren auch zahlreiche jüdische Zwangsarbeiter beschäftigt. 1942 rettete er 200 von ihnen vor der Deportation in Vernichtungslager unter dem Vorwand, er benötige sie dringend für einen kriegswichtigen Auftrag. 1943 wurde er versetzt, die letzte Nachricht von ihm an seine Familie stammt aus Rumänien vom August 1944. Das Datum und die Umstände seines Todes sind unbekannt. Vermutlich starb er in sowjetischer Kriegsgefangenschaft.